# Regina Fritsch

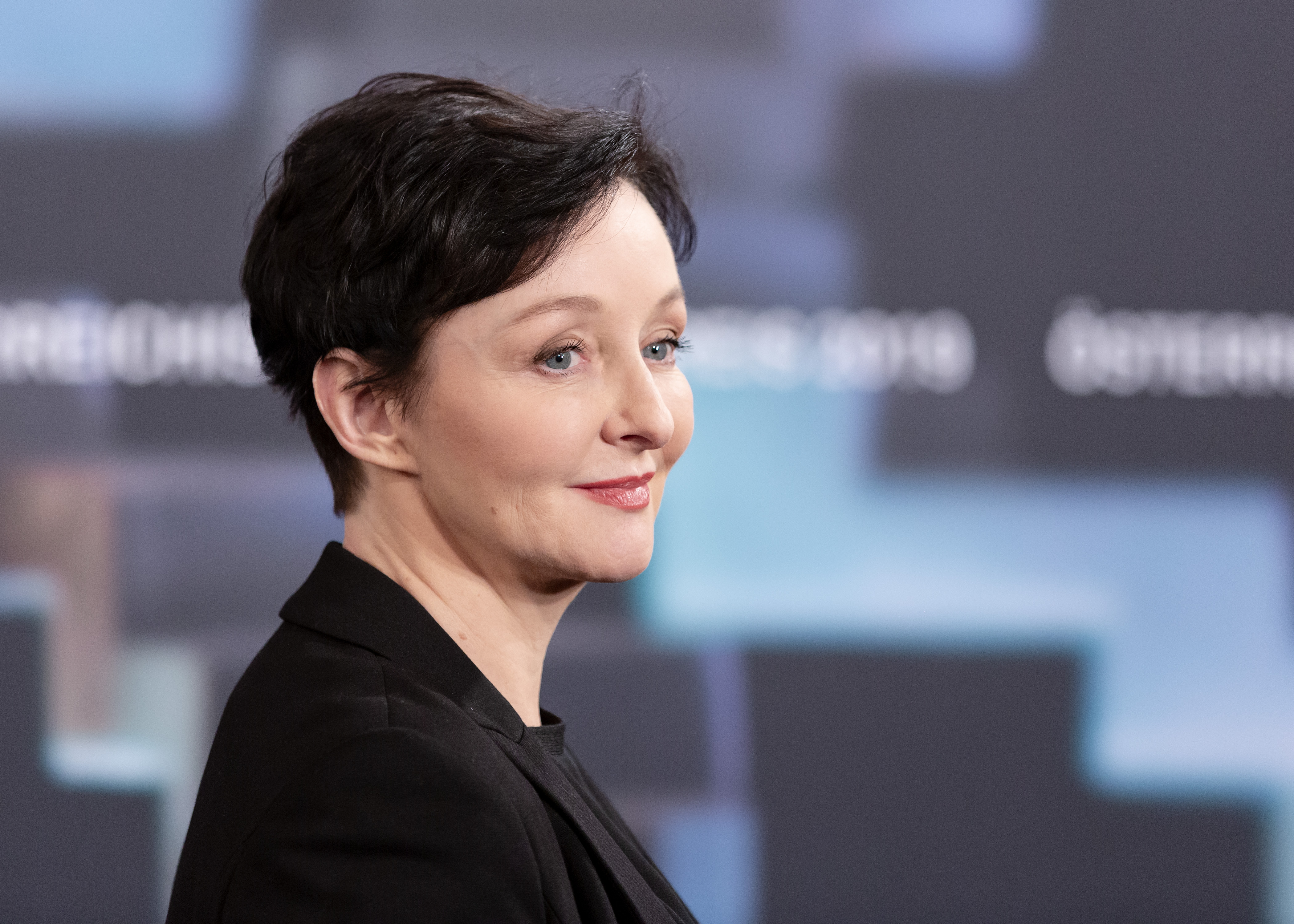
Regina Fritsch (2019)

Regina Fritsch (* 1964 in Hollabrunn in Niederösterreich) ist eine österreichische Kammerschauspielerin. Sie ist seit 1985 Ensemblemitglied des Burgtheaters. Seit 2014 ist sie Trägerin des Alma-Seidler-Ringes und seit Jänner 2022 als erste Frau auch Trägerin des Albin-Skoda-Ringes.

## Leben
Regina Fritsch absolvierte ihre Schauspielausbildung bis 1985 an der Schauspielschule Krauss in Wien,   nachdem sie kurze Zeit als Fernlastfahrerin gearbeitet und mit Studien wie Metallgestaltung auf der Universität für Angewandte Kunst oder Theaterwissenschaft geliebäugelt hatte. Neben ihrer Bühnentätigkeit spielt sie oft in Kino- und Fernsehproduktionen mit. Sie war u. a. die Hebamme in Joseph Vilsmaiers Schlafes Bruder (1994) und wirkte in Erika Pluhars Rosalinas Haus (1992) und Marafona (2001) mit.
Aus der geschiedenen Ehe mit Ulrich Reinthaller hat sie zwei Töchter. Mit ihrer Tochter, der Burgschauspielerin (2014/15 bis 2018/19) Alina Fritsch, stand sie auch schon gemeinsam in Wien auf der Bühne.
Seit 2010 ist sie Lehrende für Rollengestaltung und seit 2019 Professorin für Rollengestaltung am Max Reinhardt Seminar in Wien.

## Rollen

### Kinofilme
- 1985: Die Praxis der Liebe, Regie: Valie Export
- 1994: Schlafes Bruder, Regie: Joseph Vilsmaier
- 1997: Drei Herren, Regie: Nikolaus Leytner
- 1998: Untersuchung an Mädeln, Regie: Peter Payer
- 2004: Hotel, Regie: Jessica Hausner
- 2018: Zauberer, Regie: Sebastian Brauneis
- 2018: Der Trafikant, Regie: Nikolaus Leytner
- 2019: Der Boden unter den Füßen, Regie: Marie Kreutzer

### Fernsehen
- 1992: Rosalinas Haus, Regie: Erika Pluhar
- 1994: Die Angst vor der Idylle, Regie: Götz Spielmann
- 1999: Tatort: Absolute Diskretion, Regie: Peter Payer
- 2000: Schloßhotel Orth, Regie: Stefan Klisch
- 2000: Probieren Sie’s mit einem Jüngeren, Regie: Michael Kreihsl
- 2001: Marafona, Regie: Erika Pluhar
- 2001: Der Bulle von Tölz: Schlusspfiff, Regie: Nikolaus Leytner
- 2005: Die Entscheidung, Regie: Nikolaus Leytner.
- 2005: SOKO Donau, Regie: Jürgen Kaizig
- 2009: FC Rückpass
- 2010: Gier, Regie: Dieter Wedel
- 2012: Soko Donau, Regie: Erhard Riedlsperger
- 2013: Die Auslöschung, Regie: Nikolaus Leytner[7]
- 2016: SOKO Kitzbühel – Ein Mords-Spaß, Regie: Gerald Liegel
- 2017: Stadtkomödie – Die Notlüge
- 2019: Die Toten von Salzburg – Mordwasser
- 2021: Vorstadtweiber, Regie: Mirjam Unger, Harald Sicheritz
- 2021: Landkrimi – Vier (Fernsehreihe)
- 2022: Euer Ehren (Fernsehserie)
- 2022: Landkrimi – Zu neuen Ufern (Fernsehreihe)
- 2024: Engel mit beschränkter Haftung (Fernsehfilm)
- 2025: Landkrimi – Acht (Fernsehreihe)

### Festspiele Reichenau
- Johann Nestroy: Der Talisman (Salome Pockerl), Der Zerrissene (Kathi), Höllenangst (Rosalie), Das Mädl aus der Vorstadt (Frau von Erbsenstein).
- P.A.C. de Beaumarchais: Der tolle Tag oder Figaros Hochzeit (Suzanne).
- Iwan Turgenjew: Ein Monat auf dem Lande (Natalja Petrovna).
- Maxim Gorki: Sommergäste (Warwara) 2003.
- Anton Tschechow: Der Kirschgarten (Warja) 2004.
- Stefan Zweig: Vierundzwanzig Stunden aus dem Leben einer Frau (Mrs. Coleman) 2008.
- Daniel Kehlmann: Ruhm 2010.
- Anton Tschechow: Drei Schwestern (Mascha) 2011.
- Arthur Schnitzler: Der einsame Weg (Irene Herms) 2013.
- Theodor Fontane: Effi Briest (Mutter Briest; Regie) 2014.

### Burgtheater
- Anton Tschechow / Olga Knipper: Krokodil meines Herzens
- Johann Nestroy: Der Zettelträger Papp
- Roland Schimmelpfennig: Die Frau von Früher

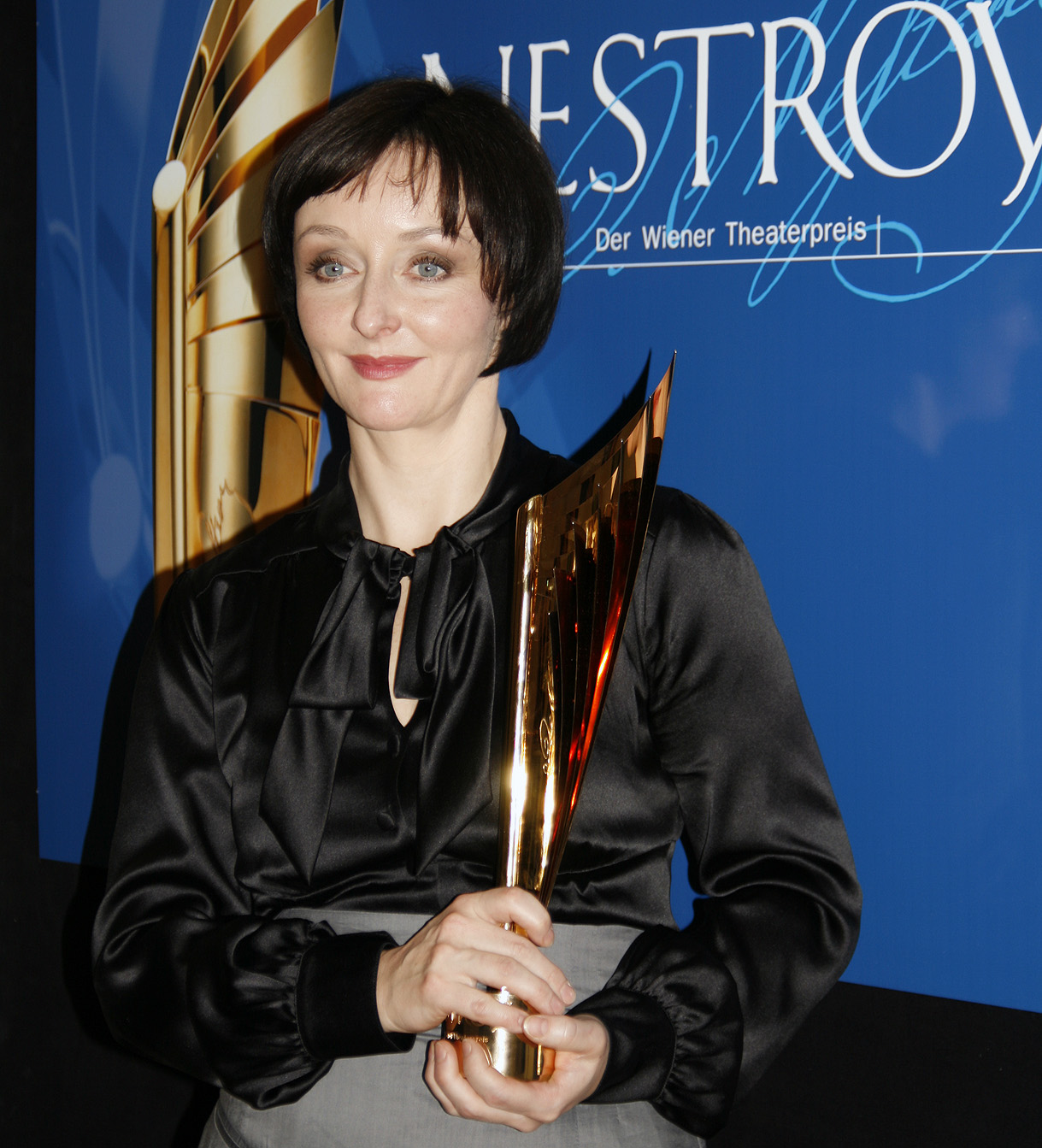
Regina Fritsch, als beste Schauspielerin mit dem Nestroy-Theaterpreis 2008 ausgezeichnet

- Biljana Srbljanovic: God Save America
- Ferdinand Raimund: Der Verschwender
- Johann Nestroy: Zu ebener Erde und erster Stock
- Anton Tschechow: Onkel Wanja (Sonja), Regie: Achim Benning.
- Anton Tschechow: Platonov (Sofja Egorovna), Regie: Achim Benning
- Johann Nestroy: Der Talisman (Salome Pockerl), Regie: Achim Benning
- Henrik Ibsen: Peer Gynt (Solvig), Regie: Claus Peymann.
- Georg Büchner: Leonce und Lena (Rosetta), Regie: Sven-Eric Bechtolf.
- Peter Turrini: Die Schlacht um Wien (Das junge Mädchen), Regie: Claus Peymann
- Carlo Goldoni: Der Diener zweier Herren (Clarice), Regie: Achim Freyer.
- Martin Crimp: Auf dem Land (Corinne), Regie: Roman Kummer.
- Clare Boothe Luce: Damen der Gesellschaft (Mary Haines), Regie: Sven-Eric Bechtolf.
- Arthur Schnitzler: Das weite Land (Genia), Regie: Achim Benning
- Arthur Schnitzler: Der Reigen (Ehefrau), Regie: Sven-Eric Bechtolf
- Karl Valentin: Nie mehr ins Theater (Liesl Karlstadt-Rollen), Regie: Robert Meyer.
- Roland Schimmelpfennig: Das fliegende Kind (Eine Frau um die Fünfzig), Regie: Roland Schimmelpfennig.

## Hörspiele
- 2014: Friedrich Bestenreiner/Erwin Koch: Agnes und ihr Kind – Regie: Harald Krewer (Hörspiel – ORF)
- 2014: Werner Fritsch: Aller Seelen – Regie: Werner Fritsch (Hörspiel – ORF/HR)

## Auszeichnungen
- Verleihung des O.E. Hasse-Preises 1992,
- Fernando Ray Preis (beste europ. Nebendarstellerin) am Filmfestival San Sebastian, 1995.
- Theaterfestival Novisad, Serbien: Beste Schauspielerin 2005
- Nestroy-Theaterpreis: Beste Nebenrolle 2007
- Nestroy-Theaterpreis: Beste Schauspielerin 2008
- Wiener Schauspielerring 2009
- Alma-Seidler-Ring 2014[2]
- Berufstitel Kammerschauspielerin 2015[2]
- Albin-Skoda-Ring 2022[8]